# 彭飛
彭飛（ポン フェイ、1958年2月18日- ）は、中華人民共和国出身の、日本で活動する言語学者。京都外国語大学教授。

## 略歴
中国・上海生まれ。1982年復旦大学卒業。1984年来日。1993年「日本語における「気配り表現」の体系的研究」で大阪市立大学文学博士号を取得。
国際日本文化研究センター客員助教授、京都外国語大学助教授を経て、教授。
専門は日本語と中国語の比較研究、日本文化と中国文化の比較研究。

## 著書
- 『外国人を悩ませる日本人の言語慣習に関する研究』和泉書院 1990
- 『大阪ことばの特徴 外国人留学生から見た』和泉書院 1993　「大阪ことばと外国人」中公文庫 1999
- 『「ちょっと」はちょっと… ポン・フェイ博士の日本語の不思議』講談社 1994
- 『海南島をゆく 南海のダイヤモンド』PHP研究所 1996
- 『ポンフェイ博士の知れば知るほど「はてな?」のニッポン』祥伝社 1999
- 『必読!中国旅行ハンドブック』DHC 2001
- 『日本語の特徴 外国人を悩ませる日本語から見た 漢字と外来語編』凡人社 2003
- 『中国語虎の巻 実力アップ15の秘伝』榎本英雄監修 東方書店 2004
- 『日本語の「配慮表現」に関する研究 中国語との比較研究における諸問題』和泉書院 2004
- 『日本人と中国人とのコミュニケーション 「ちょっと」はちょっと…ポンフェイ博士の日本語の不思議』和泉書院 2006

### 共編著
- 『大阪ことばと中国語』編著 東方書店 1988
- 『中国雲南・岩絵の謎 日本文化のルーツを解く鍵』編著. 祥伝社 1995
- 『日中対照言語学研究論文集 中国語からみた日本語の特徴、日本語からみた中国語の特徴』企画・編集 和泉書院 2007
- 『笑って学んでin北京 桂小米朝落語&算数交流』桂小米朝,佐藤学,小西豊文, 堀俊一共編 和泉書院 2007

## 論文
- <彭飛